# C/2011 L6 (Boattini)
C/2011 L6 (Boattini) — одна з гіперболічних комет. Комета була відкрита 8 червня 2011 року, коли мала 20.5m.